# Videum Science Park
Videum Science Park var fram till och med 31 december 2021 ett affärsområde för det kommunala bolaget Videum AB. En kunskaps- och innovationsmiljö för företag, studenter och forskning på stadsdelen Teleborg i Växjö. Mycket av verksamheten kretsade kring inspirations- och kunskapsevent i samverkan med näringsliv och akademi samt professionell service kring flexibla kontors- och möteslokaler. Under de sista åren även öppna labbmiljöer för innovation samt virtual och augmented reality samt en plattform för regionala samverkansprojekt för företagsutveckling. Vid årsskiftet 2021/2022 övergick science park-verksamheten till det nystartade kommunala systerbolaget Växjö Linnæus Science Park med uppdraget att skapa goda förutsättningar för näringslivets utveckling och tillväxt inom Växjö kommun och hela sydostregionen. Videum AB ägde byggnaderna och hyrde ut kontor- och möteslokaler på adressen, Framtidsvägen 14 i Växjö fram till 31 december 2022. Efter det gick Videums verksamhet in i det kommunala lokalbolaget Vöfabs verksamhet.   